# Terminalia subspathulata
Terminalia subspathulata är en tvåhjärtbladig växtart som beskrevs av George King. Terminalia subspathulata ingår i släktet Terminalia och familjen Combretaceae. Inga underarter finns listade i Catalogue of Life.

## Bildgalleri

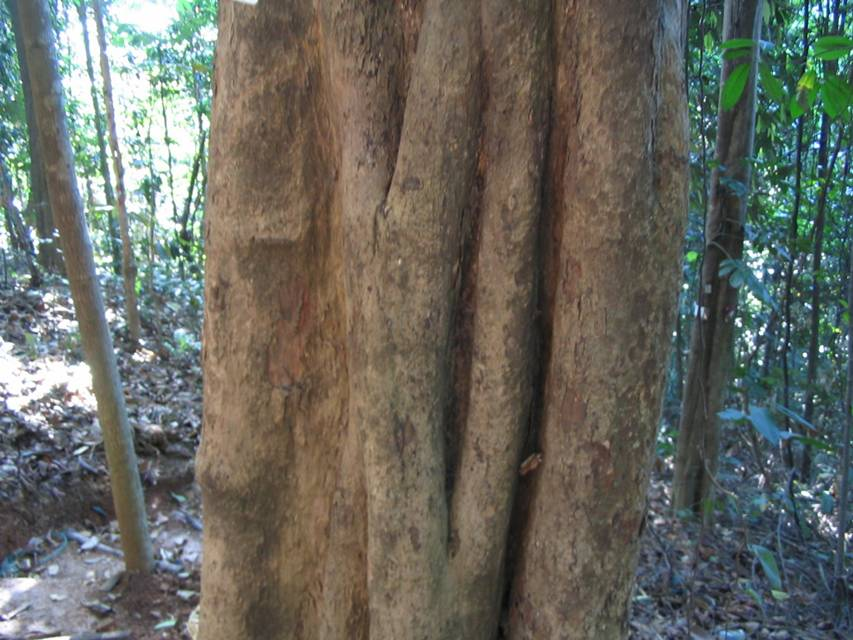
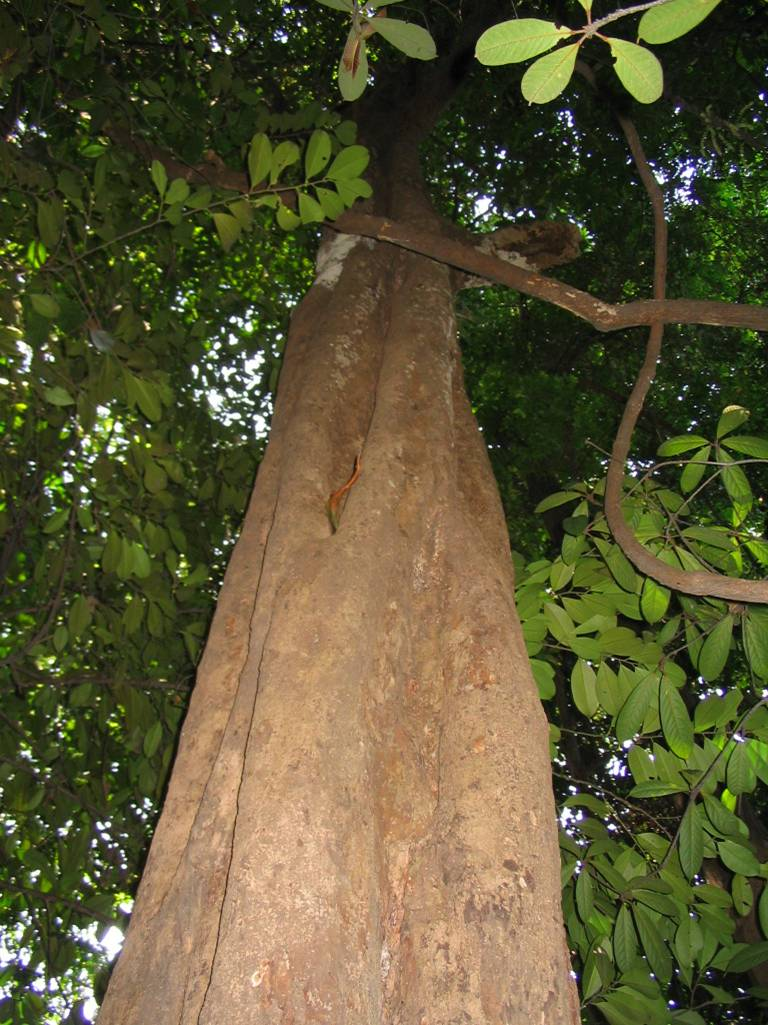